# Bregnepors
Bregnepors (Comptonia) er en lille slægt, som er udbredt i Nordamerika. Her omtales kun den ene art, som – af og til – ses dyrket i Danmark. I USA har arter af denne slægt rollen som mellemværter for en alvorlig rustsygdom (Cronartium comptoniae) på femnålede Fyr, heriblandt.
- Penselfyr
- Silkefyr
- Krybefyr
- Weymouthfyr

| Arter |

- Almindelig Bregnepors (Comptonia peregrina)